# Hongshanornis
Hongshanornis longicresta
Genre
Espèce
Hongshanornis est un genre éteint d'oiseaux ayant vécu au cours du Crétacé inférieur il y a environ −125 Ma (millions d'années). Les fossiles de ce genre ont été trouvés dans les sédiments lacustres de la formation d'Yixian en Chine dans la province du Liaoning.

## Description

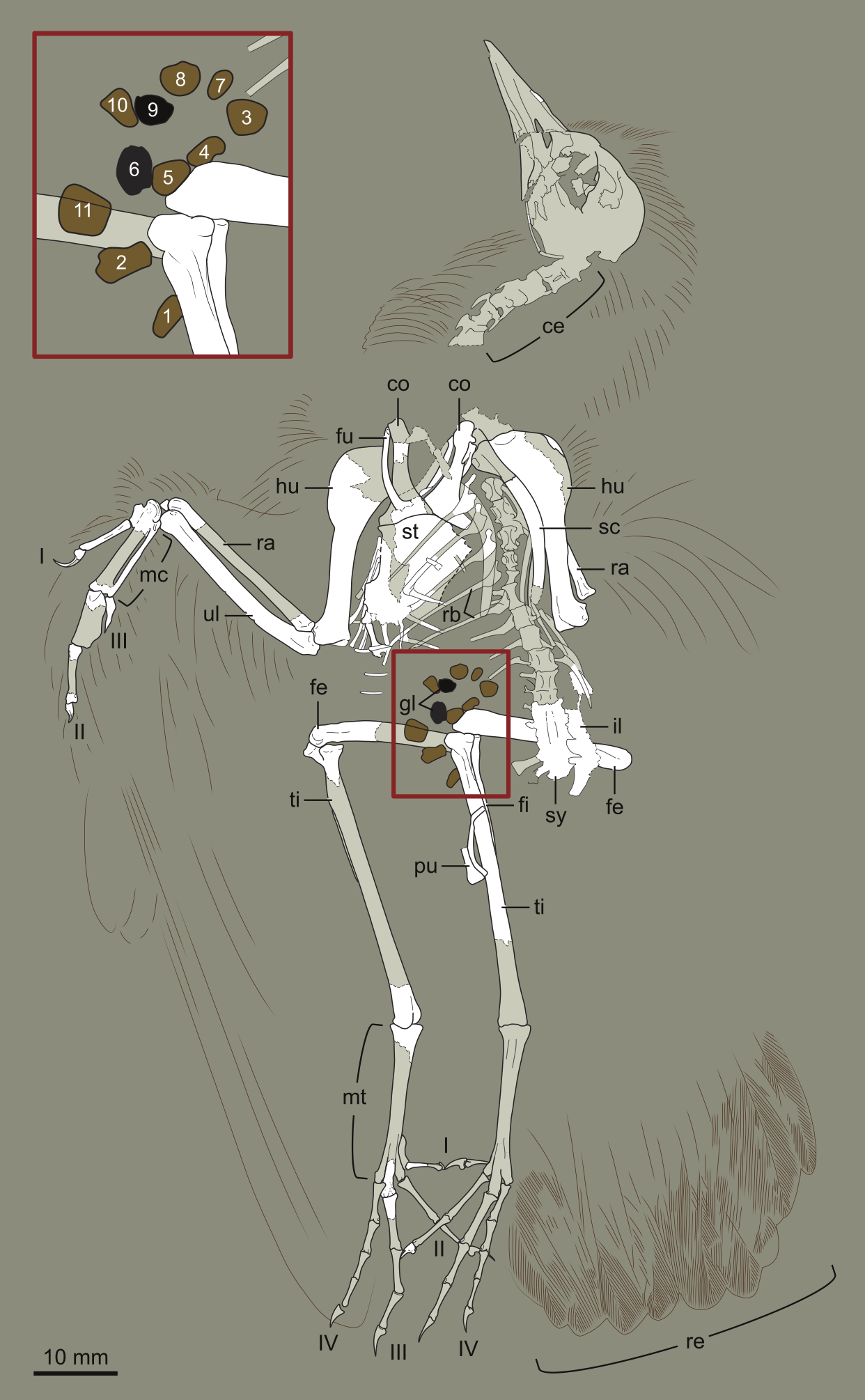
Dessin interprétatif d'un fossile de Hongshanornis longicresta montrant le squelette de l'animal, la trace de son plumage et de sa crête, ainsi que 11 gastrolithes (dans le cadre rouge).

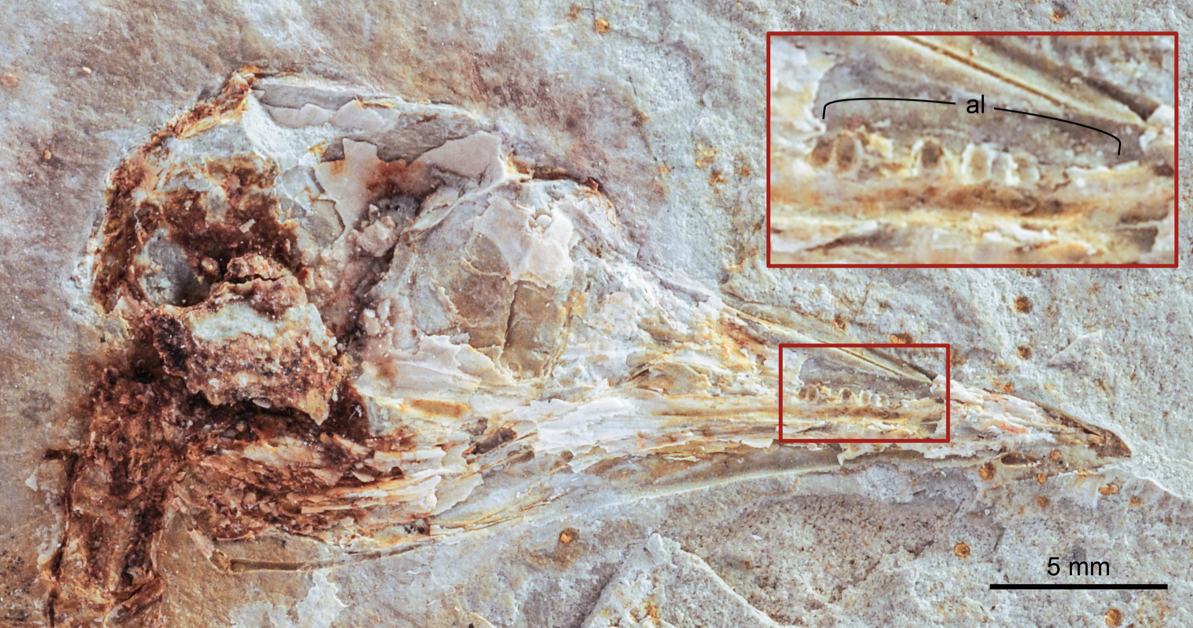
Fossile d'un crâne de Hongshanornis longicresta montrant la présence de fines dents (dans le cadre rouge)

Il possède de longues pattes, un corps relativement petit, un bec fin et pourvu de dents. Un des fossiles, très bien conservé, révèle le plumage presque complet de l'oiseau aux ailes courtes et dont la tête était ornée d'une crête; il montre également la présence de gastrolithes appelés aussi « pierres d'estomac », volontairement avalés pour être stockés dans l'estomac pour, entre autres, faciliter le broyage des aliments. Il vivait il y a 125 millions d’années sur les bords de lacs ou dans des zones marécageuses. 
La seule espèce connue, Hongshanornis longicresta, était probablement un échassier.